# Geron gilloni
Geron gilloni är en tvåvingeart som beskrevs av Lachaise och Wray Merrill Bowden 1976. Geron gilloni ingår i släktet Geron och familjen svävflugor.
Artens utbredningsområde är Elfenbenskusten. Inga underarter finns listade i Catalogue of Life.